# Яґужинський Павло Іванович
Яґужинський Павло Іванович (1683 — 6 (17) квітня 1736, Санкт-Петербург) — російський державний діяч, литвин за походженням, обер-шталмейстер (1726), генерал-аншеф (1727), перший російський генерал-прокурор (1722-26, 1730-35).
Під час Північної війни Ягужинський регулярно виконував дипломатичні доручення Петра I, в 1713 їздив з ним за кордон. У 1711 році брав участь в Прутському поході. У тому ж році супроводжував Петра в Карлсбад і Торгау на весілля царевича Олексія. У червні 1711 року одержав чин полковника, 3 серпня 1711 року — генерал-ад'ютанта.
Як генерал-прокурора Ягужинський служив противагою могутньому князю Меншикову і дещо обмежував його апетити.
Після створення Верховної таємної ради та встановлення меншиковського всевладдя Ягужинський покинув пост генерал-прокурора і був відправлений 3 серпня 1726 повноважним міністром при польському сеймі в Гродно, де розбиралось питання про Курляндське престолонаслідування. З 24 жовтня 1727 року — генерал-аншеф, хоча в армії вже давно не служив.